# Olimpia Piekary Śląskie (1968–2014)
Górniczy Klub Sportowy Olimpia Piekary Śląskie – polski klub sportowy z Piekar Śląskich. Powstał w 1968 z połączenia GKS Polonia Piekary Śląskie (założonego w 1918) z GKS Julian Piekary Śląskie (utworzony w 1954).

## Piłka ręczna
Do 2014 w klubie funkcjonowała sekcja piłki ręcznej mężczyzn, która do 2008 występowała w rozgrywkach ekstraklasy. W sezonie 2006/2007 szczypiorniści Olimpii zajęli w rundzie zasadniczej 4. miejsce. W ćwierćfinale play-off pokonali Traveland-Społem Olsztyn (30:26; 30:31; 32:23), zaś w półfinale przegrali z późniejszym mistrzem Polski Zagłębiem Lubin (31:34; 25:29). W meczu o 3. miejsce zostali pokonani przez Vive Kielce (21:31; 18:36; 21:36).
W sezonie 2007/2008 zawodnik Olimpii Mariusz Kempys był obok Michała Adamuszka najskuteczniejszym strzelcem ekstraklasy (190 bramek). W latach 2008–2014 piłkarze ręczni Olimpii rywalizowali w I lidze, dwukrotnie zajmując w tych rozgrywkach 3. miejsce. Na początku sierpnia 2014 GKS Olimpia Piekary Śląskie podpisała porozumienie z nowo powstałym MKS Olimpia Piekary Śląskie, na mocy którego przekazano do MKS sekcję piłki ręcznej i prawo gry w I lidze. W swoim ostatnim meczu ligowym, rozegranym w kwietniu 2014 na wyjeździe, GKS Olimpia pokonała Ostrovię Ostrów Wielkopolski (27:25).

### Osiągnięcia
- Ekstraklasa:
  - 4. miejsce: 2006/2007

## Piłka nożna
Do 2005 Olimpia posiadała sekcję piłki nożnej mężczyzn, którą przekazano do klubu GKS Andaluzja Brzozowice-Kamień. Piłkarze nożni GKS Olimpia w latach 1995–1998 występowali w III lidze (grupa katowicka), dwukrotnie zajmując w niej 11. miejsce i raz 15. pozycję. Łącznie przez trzy lata rozegrali 102 mecze, zdobywając 133 punkty.